# مايك دون
مايك دون (بالإنجليزية: Michael P. Dunne)‏ هو صحفي وكاتب العمود أمريكي، ولد في 21 يونيو 1949 في نيو أورلينز في الولايات المتحدة، وتوفي في 8 يوليو 2007 في باتون روج في الولايات المتحدة.